# Canana Films
La Canana Films è una società di distribuzione e produzione cinematografica e televisiva messicana, fondata nel 2005 da Gael García Bernal, Pablo Cruz e Diego Luna. È stata la prima compagnia cinematografica latino-americana ad avere sfruttato la maggior parte dei servizi di distribuzione disponibili (cinema, DVD, video on demand, Netflix e iTunes).

## Storia
L'idea di Canana Film è nata nel 2003 da un incontro fra l'attore Gael García Bernal e il produttore cinematografico Pablo Cruz, entrambi messicani. García Bernal si trovava da molti mesi in Europa per lavoro e anche Pablo Cruz era impegnato in una casa di produzione spagnola. Entrambi si sentivano accomunati da un forte senso di nostalgia per il proprio paese così decisero di fondare una società messicana. Una settimana dopo, al progetto si unì anche Diego Luna. Nel mese di ottobre 2005 fu stretto un accordo della durata di due anni con il presidente di Focus Features, John Lyons, la casa di produzione statunitense de I diari della motocicletta. Nel contratto la Focus avrebbe collaborato nel finanziamento e nella distribuzione di nuovi progetti cinematografici messicani e in cambio la Canana si sarebbe impegnata a realizzare film anche in lingua inglese per il pubblico statunitense. Il partenariato si rivelò proficuo e venne successivamente riconfermato.
Nel 2018, Gael García Bernal e Diego Luna hanno abbandonato la Canana Films. Oggi, la compagnia continua ad operare sotto la direzione di Pablo Cruz e Arturo Sampson.

## Stile
Canana Films nasce come progetto di cinema che crede nella forza delle storie umane per sviluppare consapevolezza e sviluppo sociale. Opera soprattutto nel territorio latino-americano ma distribuisce film da tutto il mondo anche negli Stati Uniti. Negli anni ha consolidato una propria cifra stilistica connotata dal desiderio di fare cinema messicano di tipo cinema indipendente e social-rivoluzionario. Il termine Canana, in italiano "cartucciera", invita alla lotta politica e alla difesa della propria identità.

## Filmografia parziale

### Distribuzione
- Año uña – regia di Jonás Cuarón
- Mister Lonely – regia di Harmony Korine
- Gomorra – regia di Matteo Garrone
- Man on Wire - Un uomo tra le Torri – regia di James Marsh
- Tony Manero – regia di Pablo Larraín
- Food, Inc. – regia di Robert Kenner
- Ajami – regia di Iskandar Qubti e Yaron Shani
- Lebanon – regia di Samuel Maoz
- Bakjwi – regia di Park Chan-wook
- Il canto di Paloma – regia di Claudia Llosa
- Il nastro bianco – regia di Michael Haneke
- Fish Tank – regia di Andrea Arnold
- Cave of Forgotten Dreams – regia di Werner Herzog
- The Loneliest Planet – regia di Julia Loktev
- Año bisiesto – regia di Michael Rowe
- Lasciami entrare – regia di Tomas Alfredson
- Pina – regia di Wim Wenders

### Produzione
Cinema
- Drama/Mex – regia di Gerardo Naranjo (2006)
- Il bufalo della notte – regia di Jorge Hernandez Aldana (2007)
- Déficit – regia di Gael García Bernal (2007)
- Sólo quiero caminar – regia di Agustín Díaz Yanes (2008)
- Rudo y Cursi – regia di Carlos Cuarón (2008)
- Sin nombre – regia di Cary Fukunaga (2009)
- Affetti & dispetti – regia di Sebastián Silva (2009)
- Revolución – co-regia di Gael García Bernal (2010)
- Post Mortem – regia di Pablo Larraín (2010)
- Los Invisibles – regia di Gael García Bernal e Marc Silver (2010)
- Miss Bala – regia di Gerardo Naranjo (2011)
- No - I giorni dell'arcobaleno – regia di Pablo Larraín (2012)
- Chi è Dayani Cristal? – regia di Marc Silver (2013)
- Manto acuífero – regia di Michael Rowe (2013)
- Dólares de Arena – regia di Israel Cárdenas e Laura Amelia Guzmán (2014)
- Cesar Chavez – regia di Diego Luna (2014)
- El Ardor – regia di Pablo Fendrik (2014)
- Eva no duerme – regia di Pablo Larraín (2015)
- Las elegidas – regia di David Pablos (2015)
- Desierto – regia di Jonás Cuarón (2015)
- Mr. Pig – regia di Diego Luna (2016)
- Salt and Fire – regia di Werner Herzog (2016)
- Zama – regia di Lucrecia Martel (2017)

Televisione
- Soy tu fan – serie TV (Messico, 2010)
- Niño Santo – serie TV (Messico, 2011)
- Alguien más – serie TV (Messico, 2013)
- Taco Chronicles – serie TV (Messico e USA, 2019)